# Molde
Molde  est une ville et une commune norvégienne située dans le district du Romsdal, dans le comté du Møre og Romsdal. Elle est placée sur le rivage nord du Romsdalsfjord, sur la Péninsule Romsdal qui entoure le Fannefjord et Moldefjord. La ville compte, au 1er janvier 2012,  20 132 habitants (25 936 avec les autres communes de la municipalité) pour une superficie de 364 km2. Il s'agit de la 24e agglomération norvégienne en nombre d'habitants, et de la 254e en superficie.
Le nom de la ville vient d'un nom de ferme en norrois : « Moldar » (forme pluriel de « mold »). Les armes de la ville représentent une baleine qui chasse des harengs dans un tonneau. C'est une référence au hareng qui a sauvé la ville de la famine en 1740. Un habitant de Molde est appelé « Moldenser ».
La ville de Molde est le centre administratif du comté de Møre og Romsdal, le centre administratif de la commune et le siège du Diocèse de Møre. Molde est le plus grand bassin industriel du comté avec des entreprises telles qu'Oskar Sylte Mineralvannfabrikk, Brunvoll thruster et Linjebygg Offshore.
Molde FK est le club principal de football de la ville.

## Géographie
La commune de Molde couvre 362 km2. La commune est située sur la péninsule de Romsdal, au nord du Romsdalsfjorden et s'étend vers l'est jusqu'à Bolsøy. Elle comprend la majeure partie de la péninsule de Skålahalvøya entre le Fannefjord et le Langfjord, ainsi que les îles Sekken (18,45 km2), Veøya (1,1 km2) et Bolsøya (5,2 km2) plus de nombreux îlots du Moldefjord.
La ville même s'étend sur une bande d'environ 10 km de long sur la rive nord du Moldefjord et du Fannefjord.
Le paysage se compose de collines en pente douce qui s'étendent des fjords jusqu'à des collines boisées plus hautes. Le point culminant de la commune est Skåla (1 128 m) sur la péninsule de Skålahalvøya.

### Climat
Molde a un climat tempéré avec des températures moyennes de 0,5 °C en janvier et de 13,6 °C en août. Molde a enregistré la température la plus élevée pour un mois d'octobre en Norvège, soit 25,6 °C le 11 octobre 2005.
Les hivers à Molde sont relativement doux mais pas autant que sur la côte. Ce qui implique qu'il peut y avoir beaucoup de neige mais qu'elle ne reste pas sur de longues périodes. Les journées d'hiver peuvent avoir des températures égales à 15 °C, ce qui est un phénomène inhabituel pour le Møre og Romsdal mais qui s'explique par l'effet de foehn.
| Mois                              | jan. | fév. | mars | avril | mai | juin | jui. | août | sep. | oct. | nov. | déc. | année |
| --------------------------------- | ---- | ---- | ---- | ----- | --- | ---- | ---- | ---- | ---- | ---- | ---- | ---- | ----- |
| Température minimale moyenne (°C) | −1   | 0    | 2    | 2     | 5   | 9    | 12   | 9    | 7    | 5    | 1    | −2   | 4,1   |
| Température maximale moyenne (°C) | 5    | 5    | 6    | 11    | 14  | 18   | 22   | 17   | 15   | 10   | 7    | 4    | 11,2  |
| Précipitations (mm)               | 139  | 115  | 124  | 98    | 68  | 76   | 106  | 109  | 198  | 197  | 167  | 188  | 1 585 |

| Diagramme climatique                                  |       |       |       |       |       |         |        |        |        |       |        |
| J                                                     | F     | M     | A     | M     | J     | J       | A      | S      | O      | N     | D      |
| 5−1139                                                | 50115 | 62124 | 11298 | 14568 | 18976 | 2212106 | 179109 | 157198 | 105197 | 71167 | 4−2188 |
| Moyennes : • Temp. maxi et mini °C • Précipitation mm |       |       |       |       |       |         |        |        |        |       |        |

### Localités de la commune

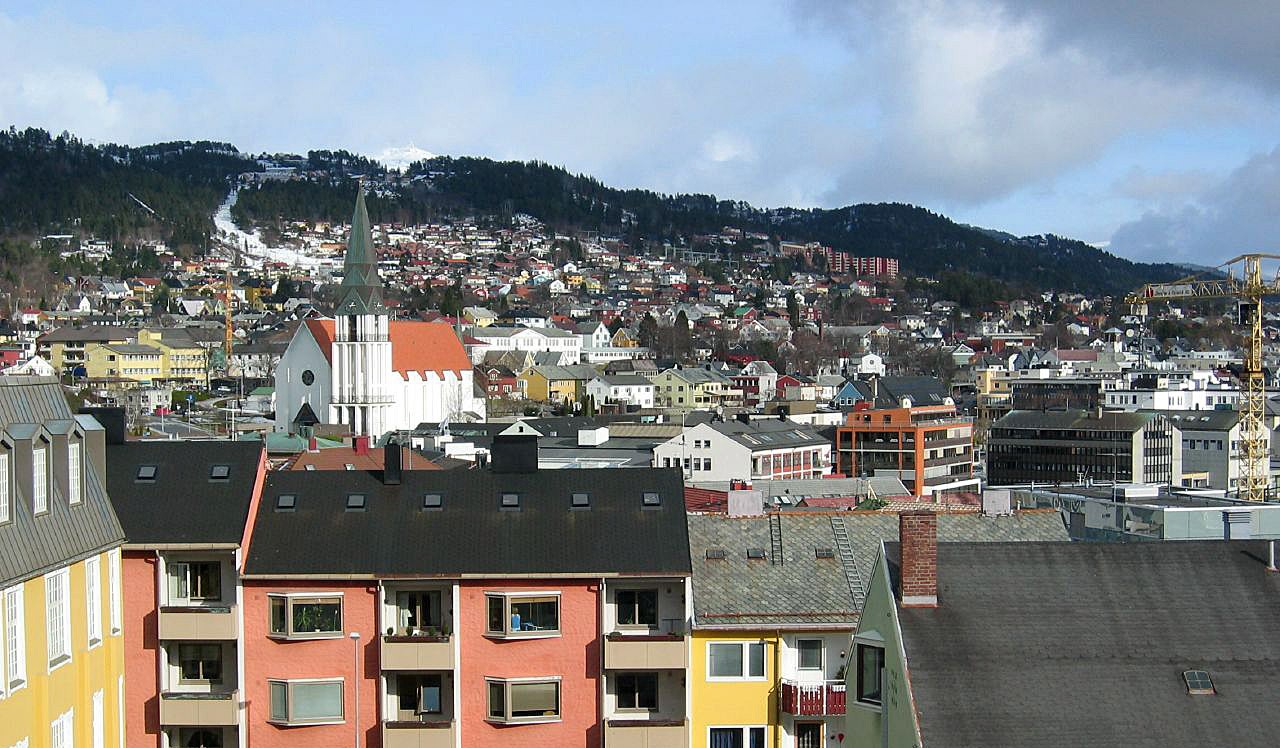
Vue de Molde.

Actuellement, le bureau des statistiques norvégiennes (SSB) compte six localités dans la commune de Molde. Quelques anciens villages comme Mek et Røbekk ont été inclus dans la ville de Molde dont la superficie et le nombre d'habitants s'en est trouvé agrandi.
| Localité     | Population | Superficie |
| ------------ | ---------- | ---------- |
| Molde        | 20 132     | 11,07 km2  |
| Hjelset      | 1 088      | 1,33 km2   |
| Kleive       | 493        | 0,78 km2   |
| Hovdenakken  | 308        | 0,4 km2    |
| Nesjestranda | 411        | 0,47 km2   |
| Torhaug      | 244        | 0,36 km2   |

### Démographie
| 1900   | 1920   | 1930   | 1946    | 1951    | 1961    | 1971   | 1981   | 1991   | 2001   | 2013   |
| 5 258a | 7 609a | 8 357a | 10 346a | 11 667a | 15 571a | 19 186 | 20 912 | 22 252 | 23 773 | 25 936 |

a : Ces chiffres ne prennent pas en compte les localités de Veøya, Sekken et Nesjestranda qui faisaient partie de l'ancienne commune de Veøy qui fut intégrée à Molde en 1964 et comptait 756 habitants. Ces chiffres ne prennent pas non plus en compte l'espace géographique de Mordal qui faisait partie de l'ancienne commune de Nord-Aukra et qui fut intégré à Molde en 1964 et comptait 77 habitants.

## Histoire

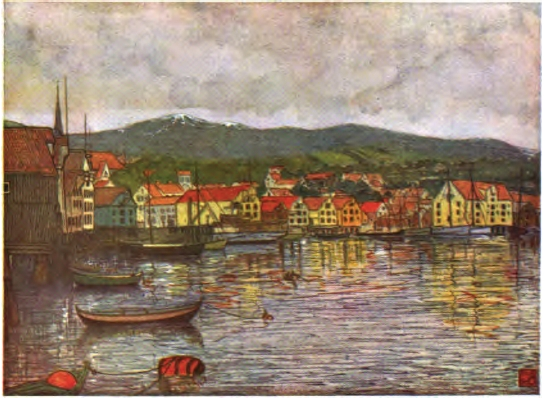
Illustration de Molde, peinte par Nico Wilhelm Jungmann, 1904.

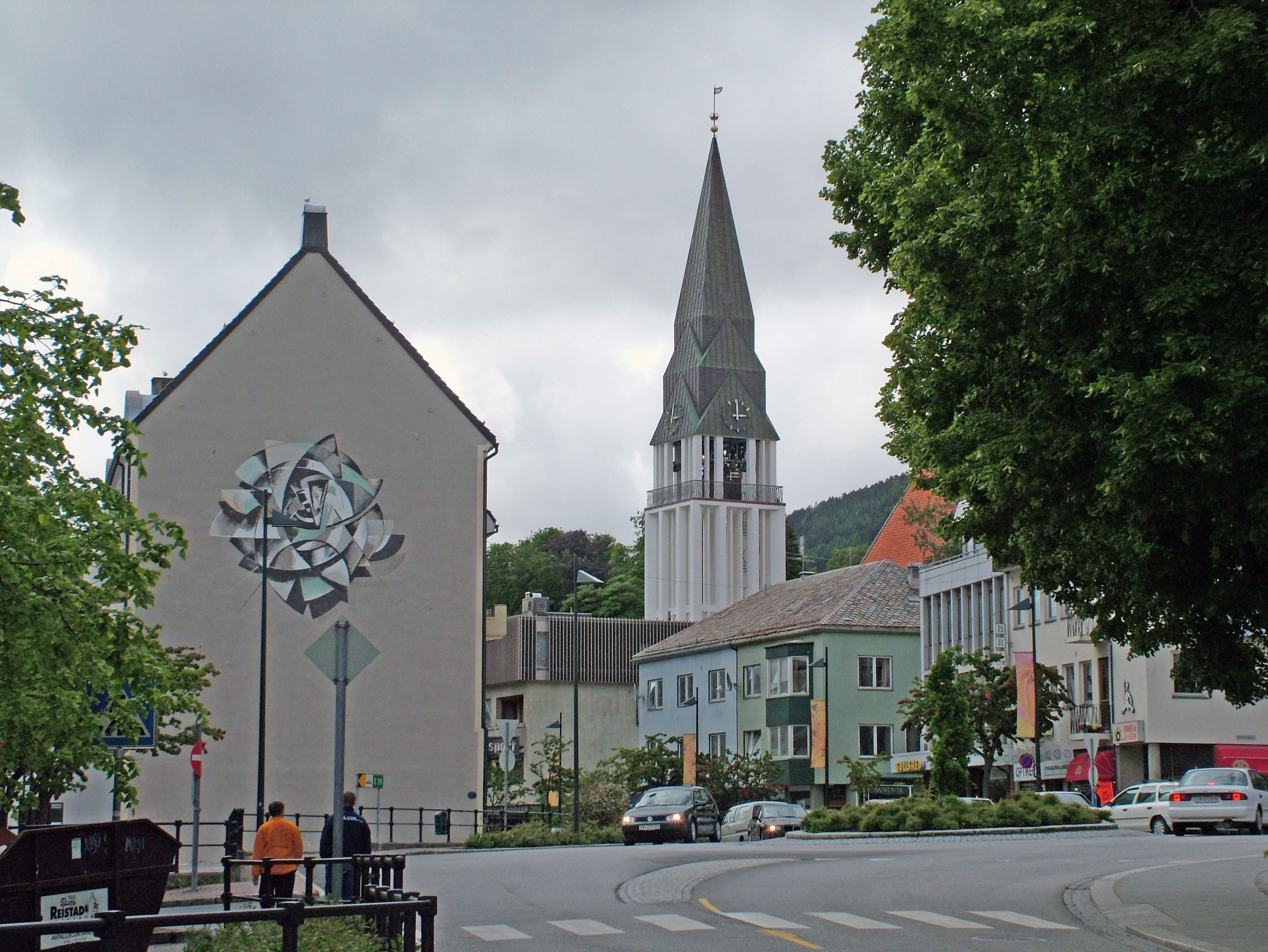
Rue principale de Molde, avec sa cathédrale qui remplace l'église en bois détruite lors de la Seconde Guerre mondiale.

### Base et village viking
À l'époque viking, l'île de Veøya (une île à l'extérieur de la ville actuelle) jouait le rôle de plaque tournante. Les navires vikings allaient rarement au nord de Hustadvika, mais plutôt dans le Romsdalsfjorden et plus loin à l'intérieur des terres où se situe aujourd'hui Åndalsnes où l'on pouvait aller soit plus à l'est, soit plus au nord vers Nidaros. L'île de Veøya, en raison de son emplacement stratégique, abritait un emporium (port marchand) qui était tout à la fois un centre économique, financier et religieux.
La commune médiévale sur Veøya a d'abord été mentionnée par l'historien Snorri Sturluson comme l'emplacement de la bataille de Sekken en 1162, au cours de laquelle le roi Håkon II fut tué en affrontant le Jarl Erling Skakke, pendant les guerres civiles norvégiennes.
Cependant, les constructions dans la zone sont beaucoup plus anciennes, car deux blocs de roche taillés avec des pétroglyphes ont été trouvés à Bjørset, à l'ouest du centre-ville.
À la veille du XIe siècle, Veøya avait perdu la plupart de son influence et l'île fut finalement abandonnée. Cependant, la vie commerciale dans la région se poursuivit à Reknes et Molde — plus tard appelé « Moldegård » —, un port secondaire appelé « Molde Fjære » apparut ; son activité reposait sur l'exportation de bois de construction et de hareng.

### Molde à l'époque danoise
La ville apparute à la fin du Moyen Âge et tenait alors le rôle de comptoir commercial. Elle gagna des droits de commerce formels en 1614.
Pendant l'occupation suédoise de la province de Trondheim, entre 1658 et 1660, et après la défaite dévastatrice du royaume de Danemark-Norvège dans les Guerres du Nord, la ville devint un centre de résistance aux Suédois. Après la rébellion et la libération en 1660, Molde devint le siège social administratif de Romsdalen Amt et fut incorporée par une charte royale en 1742.

### Âge d'or du tourisme

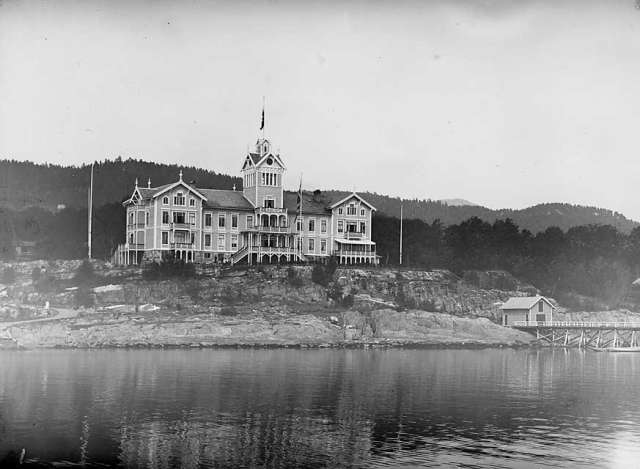
Le « Grand Hôtel », détruit par un incendie en 1919, haut lieu du tourisme où séjournait Guillaume II.

La ville continua à s'agrandir pendant les XVIIIe et XIXe siècles, devenant un important centre industriel du textile norvégien. Le tourisme devint plus tard une activité majeure et Molde accueillit des personnages connus comme l'empereur allemand Guillaume II et le Prince de Galles, qui furent des visiteurs réguliers en été. Molde comptait plusieurs hôtels de luxe dans un cadre idyllique avec des maisons en bois, des jardins luxuriants et des parcs, des esplanades et des pavillons, qui la firent connaître comme la « Ville des Roses ». Cette activité prit fin lorsqu'un incendie détruisit un tiers de la ville le 21 janvier 1916. Molde continua néanmoins à se développer dans une période économique difficile.

### Seconde Guerre mondiale
Un deuxième incendie provoqué par les attaques aériennes allemandes en avril et mai 1940 détruisit quelque deux tiers de la ville. Molde fut en effet la capitale de la Norvège pendant une semaine après l'arrivée dans la ville, le 23 avril, du roi Haakon, du prince héritier Olav et des membres du gouvernement et du parlement, qui avaient quitté Oslo par avion. La réserve d'or de la Norvège fut également transférée à Molde et cachée dans une usine de vêtements.
Le commandement allemand fut néanmoins rapidement informé de ce qui se passait. Le 25 avril, la Luftwaffe commença une série d'attaques intenses. Pendant une semaine, la sirène annonça des bombardements répétés. Le 29 avril fut la pire journée dans l'histoire de Molde, une partie de la ville ayant été réduite en cendres par des bombes incendiaires, y compris l'église, qui était restée intacte jusque-là.

### Après 1945
Après la Seconde Guerre mondiale, Molde a eu une croissance très importante. Comme la modernisation de la société norvégienne a accéléré dans les années de reconstruction, Molde est devenu un centre pour non seulement l'administration et les services publics, mais aussi les ressources universitaires et la production industrielle. Après la consolidation de la ville elle-même ainsi que celle de ses communautés adjacentes en 1964, Molde est devenue une ville moderne, englobant la plupart des branches d'emploi, de l'agriculture et la pêche, par la production industrielle, le secteur bancaire, l'enseignement supérieur, le tourisme, le commerce, les services médicaux et l'administration municipale.

### Création de la commune
La ville de Molde a été établie comme une municipalité urbaine le 1er janvier 1838. Elle a été entourée par la municipalité rurale de Bolsøy. Le 1er juillet 1915, une partie de Bolsøy (composée de 183 habitants) est transférée à Molde. Le 1er janvier 1952, une autre partie de Bolsøy (composée de 1 913 babitants) est transférée à Molde. Le 1er janvier 1964, la municipalité urbaine de Molde (composée de 8 289 habitants) est fusionnée avec Sekken, Veøya et la partie Nesjestranda de la commune de Veøy (composée de 756 habitants), toute la municipalité de Bolsøy (composée de 7 996 habitants) et le hameau de « Mordal »(composé de 77 habitants) qui appartenait à l'ancienne commune de Nord-Aukra.

### Nom
La ville porte le nom d'une ferme de Molde (en norrois : « Moldar »  qui est la forme plurielle de « mold »  signifiant « sol fertile » ou de « moldr » qui signifie « crâne » (en référence aux sommets arrondis dans Moldemarka). La prononciation varie entre le mode standard et la prononciation rurale,.

### Blason
Le blason a été adopté le 29 juin 1742. Il montre une baleine chassant des harengs dans un tonneau. Il commémore les industries de la ville : l'exportation de bois et la pêche au hareng. C'est également un souvenir de la famine de 1740 dont Molde a été sauvé grâce au hareng. Molde n'a jamais été un port de chasse à la baleine, mais, d'après une ancienne tradition, lorsque les baleines entrent dans les fjords c'est le signe que la pêche au hareng peut commencer. La baleine représentée sur le blason est une baleine à fanons. Or il semble plus plausible que les baleines entrant dans les fjords de Molde pour chasser le hareng soient en réalité des orques qui sont communs dans ces eaux au contraire des baleines à fanons.

## Emplois et industries
Avec l'administration du Møre og Romsdal, l'hôpital - le plus grand employeur de la ville - l'école supérieure et divers organismes gouvernementaux, Molde a un pourcentage de fonctionnaires légèrement supérieur à la moyenne nationale.

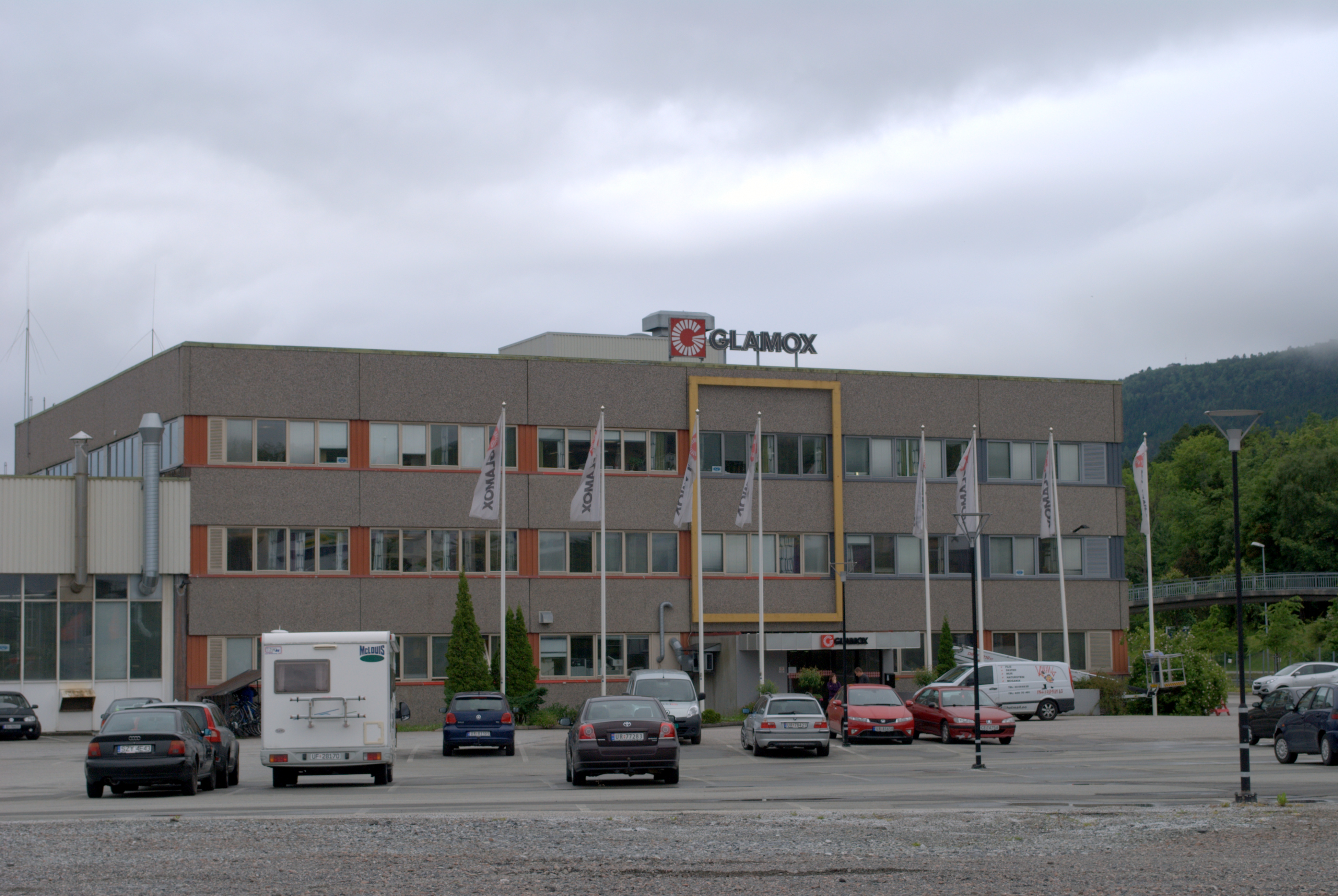
Usine Glamox de Molde.

Molde n'en est pas moins la plus grande ville industrielle du Møre og Romsdal, aussi bien dans le pourcentage de la population active que dans le nombre d'employés. Parmi les entreprises présentes, on compte :
- Glamox, construction de dispositifs d'éclairage et de chauffage.
- National Oilwell Varco Norway AS, une filiale de la multinationale National Oiwell Varco basée à Houston, Texas.
- Brunvoll thruster, fabrication de propulseur d'étrave.
- Oshaug Metall, fabrication d'hélices marines.
- Linjebygg Offshore, fabrication de matériel pour les plates-formes pétrolières.

Il y avait autrefois plusieurs industries de l'habillement à Molde. Après avoir fermé, une entreprise de vêtement a de nouveau ouvert.
Les commerces de détail et les services ont également une part importante dans l'emploi à Molde.
La fusion de l'ancienne commune de Bolsøy avec Molde a permis d'avoir un véritable secteur primaire dans l'économie. Bolsøy était une commune agricole et compte 80 fermes en exploitation pour une superficie totale de 1 500 hectares en plus des 20 000 hectares de forêts exploités qui fournissent chaque année 10 000 m3 de bois.

### Médias
Le quotidien Romsdals Budstikke est publié à Molde.
La commune comptait deux anciens journaux :
- « Romsdal Folkeblad », un journal ouvrier qui dut s'arrêter en 1987 à cause d'une faillite ;
- « Fylket » qui paraissait trois fois par semaine. Il a cessé toute activité en 2000.

Depuis le printemps 2006, le journal gratuit (financé par la publicité) « Avisa Romsdal » sort mensuellement avec des mises à jour quotidiennes sur internet.
Il y a deux radios locales ( 1 FM et Radio PS ) qui émettent depuis Molde. « NRK Møre og Romsdal » a son antenne locale dans cette ville. La chaîne locale TV Romsdal a débuté en 1990 mais a cessé d'émettre en avril 1998. Le permis d'émettre a été obtenu par TV Nordmøre qui a été renommé TV Nordvest.

### Tourisme

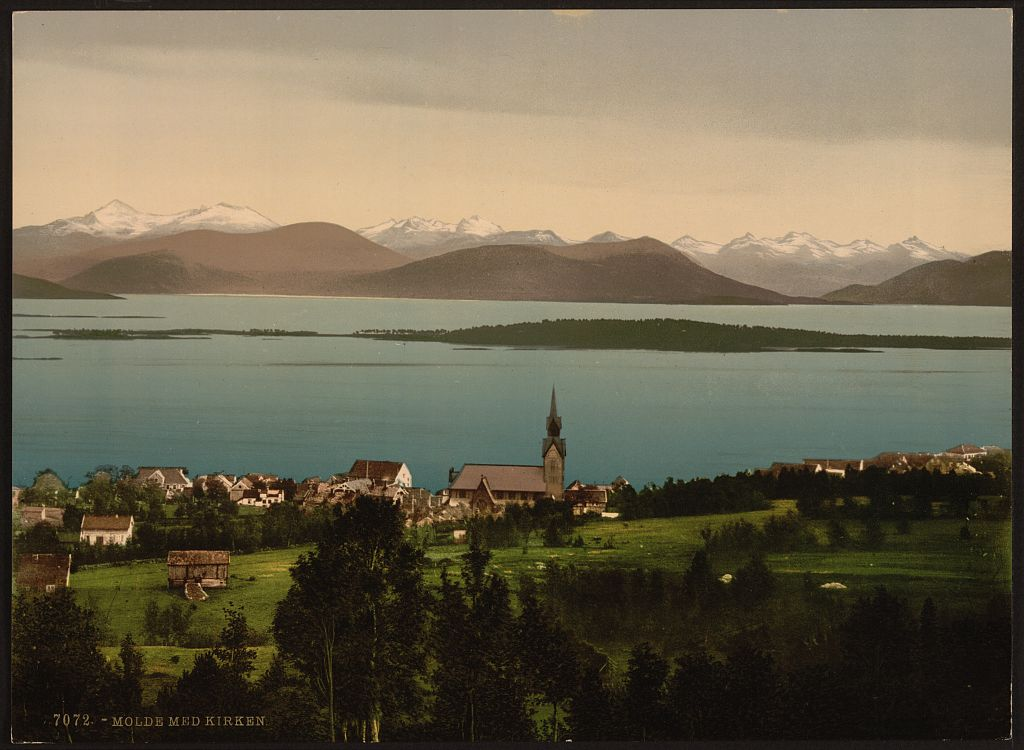
Molde vers 1890-1900.

Molde possède un fameux panorama appelé « Moldepanoramaet » depuis lequel on peut voir 222 sommets dont un nombre important dépasse les 1 000 m d'altitude. Dans les années 1890, de petites maisons avec de grands jardins ont donné à Molde son surnom de « Rosenes by » (la ville des roses). La ville était à l'époque une cité très touristique en été. Les fjords de Molde sont une destination touristique de renommée internationale. Ainsi l'empereur Guillaume II d'Allemagne se rendait tous les ans à Molde, des années 1880 à la Première Guerre mondiale.

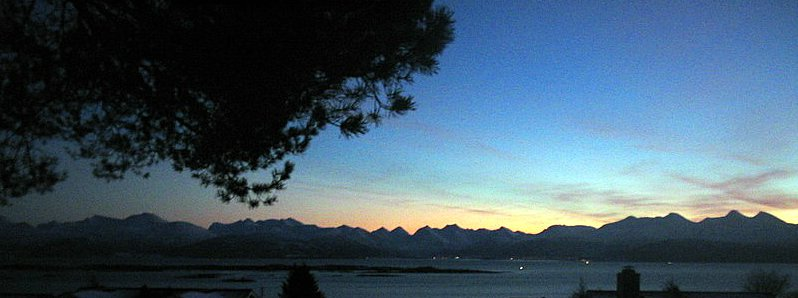
« Moldepanoramaet ».

Molde est également fréquenté par de nombreux touristes, en particulier lors du festival de jazz à la mi-juillet.
Les attractions touristiques les plus visitées sont l'Aker Stadion, la cathédrale, l'hôtel de ville et la statue « Rosepiken », le musée du Romsdal et le bouleau du roi. En dehors de la ville de Molde, restent de nombreuses attractions : les routes pédestres de Trollstigen et Trollveggen, la route de l'Atlantique, la ligne ferroviaire de Rauma, des pétroglyphes et les villages estivales de Bjørnsund et Håholmen.

## Parcs et espaces publics

### Archipel de Molde

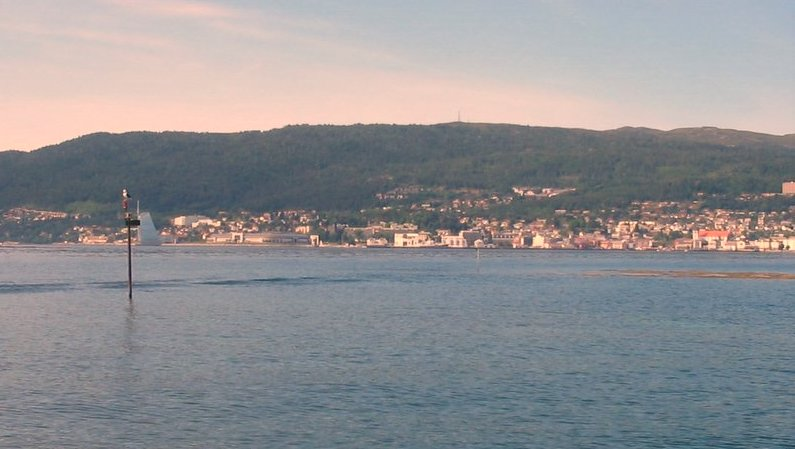
Vue de Molde depuis l'archipel de Molde.

L'archipel de Molde est une chaîne d'environ 50 îles d'arbres et d'îlots, situé à 2 km au sud de la ville de Molde. L'archipel est un parc public protégé et une station de vacances et de loisirs. L'île principale, Hjertøya, accueille le Musée de Pêche, une collection de culture maritime des XVIIe et XIXe siècles et est desservie par le bateau-bus de Molde. L'accès aux îles est libre et sans restriction en vertu du droit d'accès à la nature, mais en conformité avec les directives du Parc de Molde et le Département Environnemental.

### Moldemarka

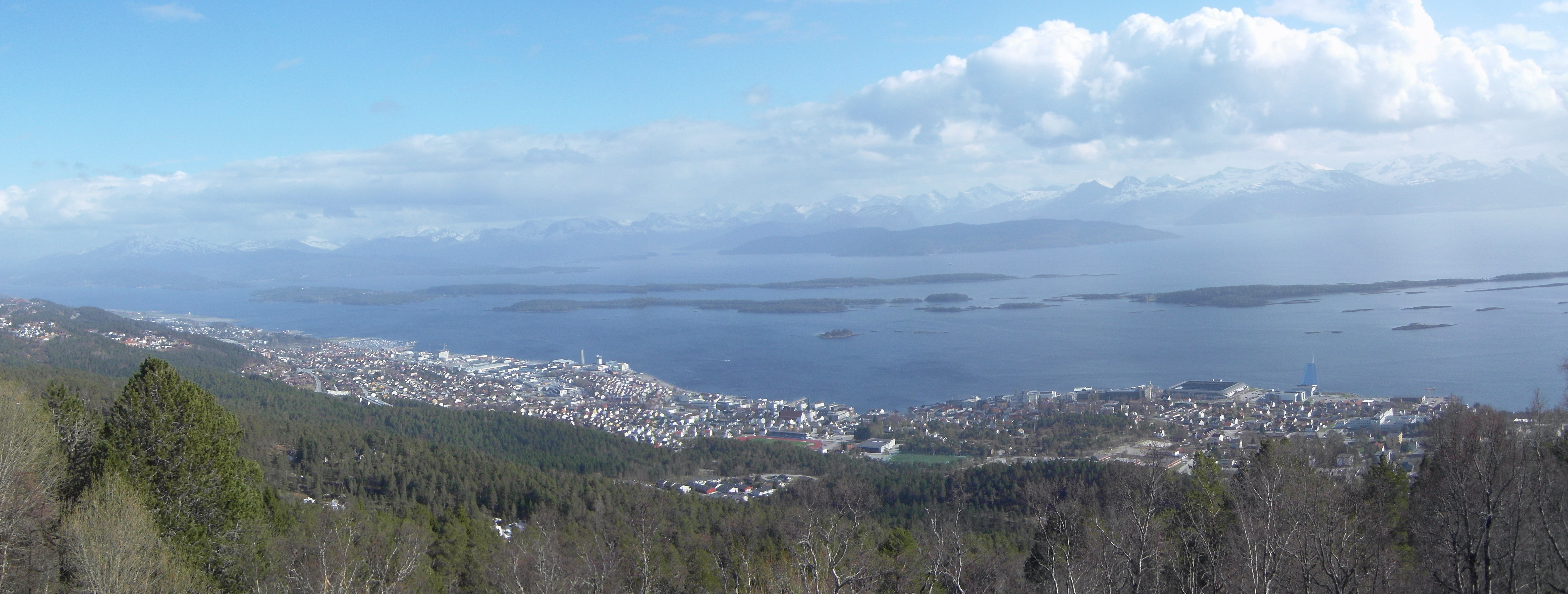
Molde vue depuis le Varden.

Moldemarka, un parc boisé et vallonné situé au nord de la ville, est une zone publique. Le parc a un réseau de chemins de randonnée et des pistes de ski. Des routes forestières entrent dans le parc en provenance de plusieurs directions. Des tableaux d'affichage avec des cartes et des informations sur la faune et la flore locales sont disponibles un peu partout ainsi que des poteaux indicateurs le long des chemins. Ces chemins mènent à un certain nombre de sommets et de sites comme le Frænavarden (588 mètres d'altitude), ainsi qu'à de nombreux lacs et rivières, comme le lac Moldevatnet  ou la rivière Moldeelva. Un permis de pêche est exigé pour pêcher dans les lacs du parc.
Le Varden (407 mètres d'altitude) est un point de vue qui donne sur Molde, avec vue de la ville, le fjord et l'archipel de Molde.
La partie est de Moldemarka est facilement accessible depuis le quartier Nordbyen, tandis que l'accès aux parties ouest est plus facile depuis Kvam, Kringstad ou Bjørset.
Pendant l'hiver, il y a approximativement 10 kilomètres de pistes de ski préparées, avec environ 7 kilomètres de pistes éclairées. Dans le pas des rois, des empereurs, des notabilités et des célébrités des 150 dernières années, le parcours « classique » commence au Musée du Romsdal, passe par Storlihytta et se termine sur le sommet de la colline, Varden. La promenade prend environ une heure.

## Transports
Le Hurtigruten fait chaque jour une escale à Molde, sur son trajet entre Bergen et Kirkenes.
La gare de chemin de fer la plus proche est celle d'Åndalsnes, un terminus de la Raumabanen.
L'aéroport de la ville est situé à Årø et possède plusieurs vols quotidiens vers Oslo, Bergen et Trondheim, ainsi que des vols hebdomadaires vers d'autres destinations nationales et internationales (Alicante, Las Palmas, Rhodes…).
Les bus de la compagnie NOR-WAY Bussekspress desservent Molde : ligne Mørelinjen, de Trondheim à Ålesund et passant par Surnadal, Halsa et Molde. La ligne 100 de la compagnie TIMEkpressen dessert  Volda-Ålesund-Molde-Kristiansund.

## Culture
Molde est une ville culturelle depuis plusieurs années avec le festival de Jazz de Molde, le festival Bjørnson et en accueillant le théâtre régional du Møre og Romsdal : le Teatret Vårt. Depuis 2005, Molde est devenu un refuge du Pen club pour les écrivains persécutés. Gilles Dossou-Gouin est le premier auteur qu'a accueilli Molde.
Historiquement, Molde a toujours eu une certaine influence culturelle. Ainsi, parmi les quatre grands auteurs norvégiens du XIXe siècle, trois ont des liens avec Molde. Bjørnstjerne Bjørnson a passé ses années d'enfance à Nesset, mais est allé à l'école dans la ville. Henrik Ibsen passait fréquemment ses vacances à l'hôtel particulier de Moldegård, rendant visite à la famille Møller. Alexander Kielland a résidé dans la ville en tant que gouverneur du comté de Møre og Romsdal. La pièce d'Ibsen Rosmersholm est inspirée par la vie à Moldegård et la Dame de la mer (Fruen fra havet) est aussi mise en scène dans la ville de Molde. D'autres auteurs ont des liens étroits avec la ville : Knut Ødegård, Edvard Hoem, Nini Roll Anker, Jo Nesbø et Grete Kleppen.
Musicalement, le groupe le plus connu de Molde est Di Derre. Il faut également citer la chanteuse originaire de Molde, mais vivant à Stockholm, Ane Brun ; le groupe D'Sound dont le bassiste vient de Molde sans compter le groupe de jazz traditionnel Dixi.
Le Musée Romsdal, est l'un des plus grands musées populaires de Norvège ; il a été établi en 1912. De vieilles constructions provenant de la région y ont été déplacées pour former un groupe typique de bâtiments agricoles incluant « le foyer ouvert » des maisons, des abris, des dépendances, des fumoirs et une petite chapelle. « La rue de ville » avec Café de Mali montre des maisons typiques de Molde de la période de pré-Première Guerre mondiale. Le Musée de la Pêche est un musée de terrain en plein air situé dans l'île de Hjertøya, à 10 minutes du centre de Molde.

### Églises

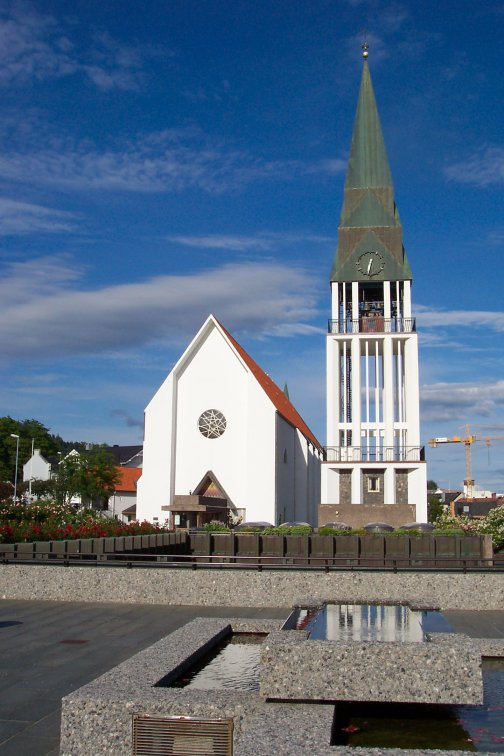
Cathédrale de Molde.

L'Église de Norvège a cinq paroisses dans la municipalité de Molde. Molde fait partie du Diocèse de Møre.
| Paroisse      | Nom de l'église  | Année de construction | Lieu    |
| ------------- | ---------------- | --------------------- | ------- |
| Molde         | Molde domkirke   | 1957                  | Molde   |
| Bolsøy        | Røbekk kirke     | 1898                  | Røbekk  |
| Bolsøy        | Nordbyen kirke   | 2006                  | Molde   |
| Bolsøy        | Bergmo kirke     | 1982                  | Molde   |
| Kleive        | Kleive kirke     | 1858                  | Kleive  |
| Røvik og Veøy | Røvik kirke      | 1905                  | Røvik   |
| Røvik og Veøy | Veøy kirke       | 1907                  | Sølsnes |
| Røvik og Veøy | Veøy gamle kirke | 1200                  | Veøya   |
| Sekken        | Sekken kyrkje    | 1908                  | Sekken  |

### Festivals

#### Molde Jazz Festival

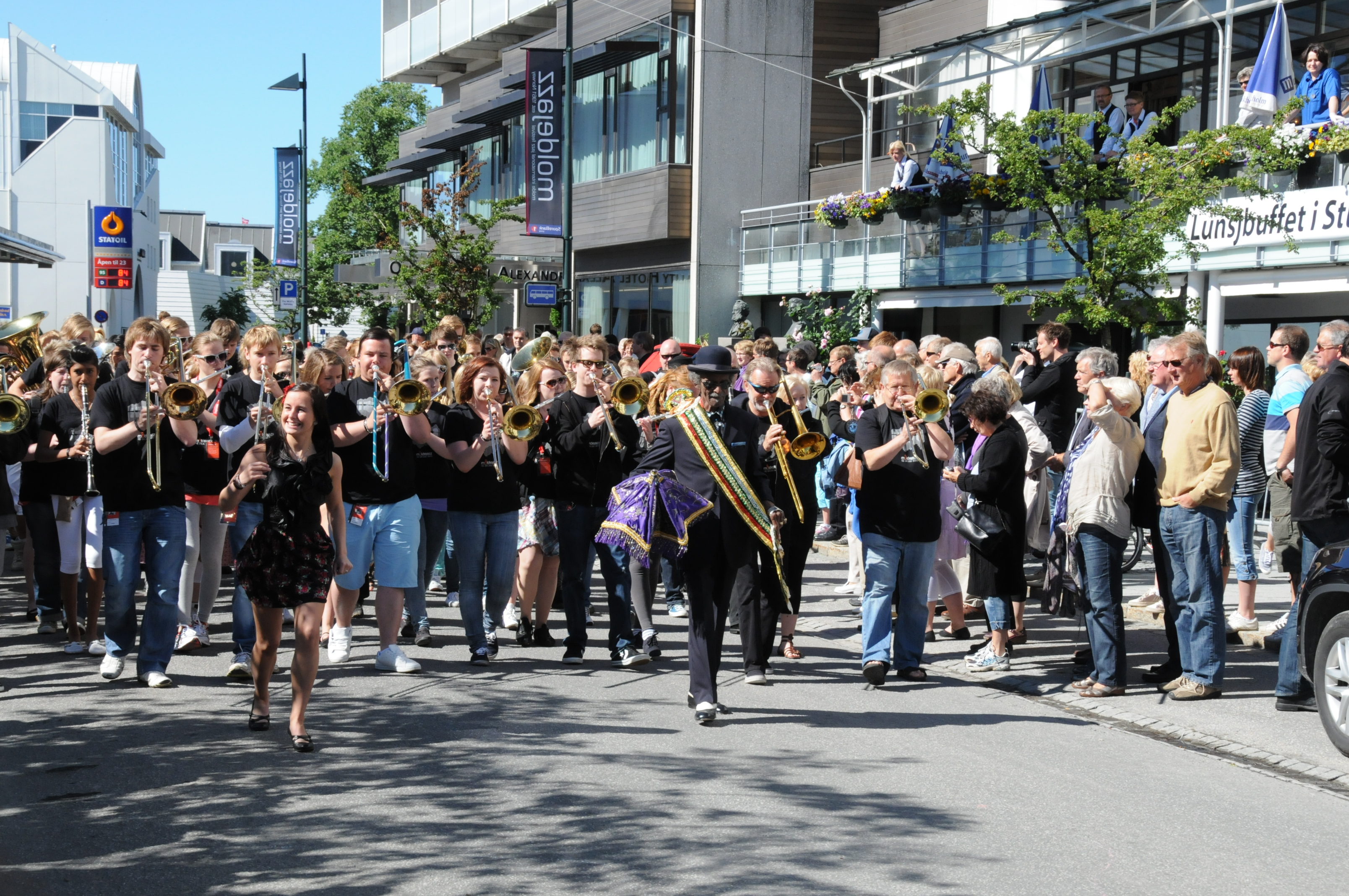
Parade de rue au cours du festival de jazz.

Le Molde Jazz Festival a lieu à Molde tous les ans en juillet. Molde Jazz Festival est le festival de jazz le plus grand et le plus ancien d'Europe et l'un des plus importants. Environ 40 000 billets sont vendus et plus de cent événements ont lieu pendant le festival. Entre 80 000 et 100 000 festivaliers visitent la ville pendant la semaine que dure le festival.

#### Festival Bjørnson
Chaque mois d'août, Molde et Nesset sont les hôtes du Festival Bjørnson, un festival international de littérature. Établi par le poète Knut Ødegård en rapport avec l'anniversaire des 250 ans de Molde, le festival est nommé en l'honneur de Bjørnstjerne Bjørnson (1832-1910), lauréat du Prix Nobel de littérature. Ce festival de littérature est le plus ancien et le plus internationalement connu de Norvège.

### Autres festivals
Chaque année plusieurs festivals de moindre importance sont organisées : un festival de blues, un festival de sport aquatique et un festival de metal. Il existe également un festival de rock organisé deux fois l'an où jouent les jeunes de la ville.

### Tusenårssted
Le lieu du millénaire de la commune est l'Hôtel de Ville, y compris la partie ouest de la cathédrale, la place de l'Hôtel de Ville et celle du port. Il s'agit de lieux de rassemblement lors d’événements public.
La place de l'Hôtel de Ville est régulièrement utilisée pour les spectacles, les concerts et les discours. C'est surtout pendant le festival de jazz qu'elle est la plus utilisée avec une scène de concert. Sur la place se trouve la statue Rosepiken.

## Architecture

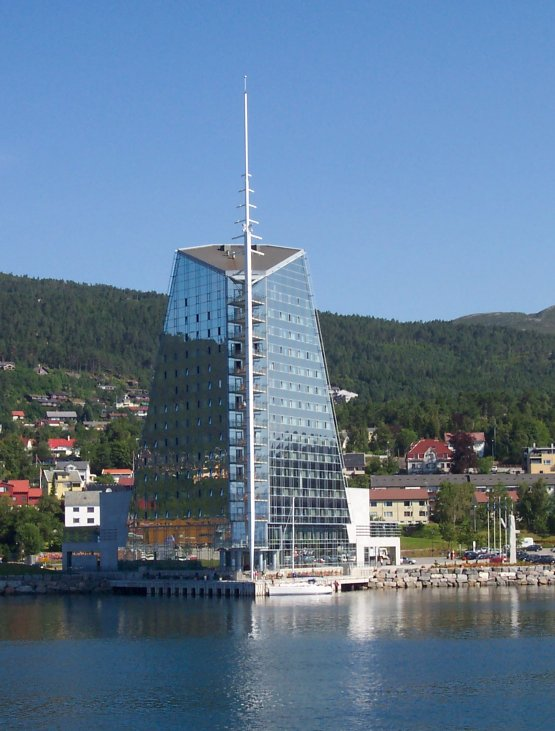
L'hôtel Ricaseilet.

Se déplacer d'est en ouest dans la ville de Molde équivaut à une promenade dans le temps. Tout à l'est se trouve le jardin Moldegård qui date de la création de la ville. Mais c'est là une exception car la ville est dominée par une architecture plus moderne. La partie est du centre-ville a été détruite par le grand incendie de 1916 et a été remplacée par des bâtiments fonctionnalistes et des immeubles d'habitations.
La grande rue et ses ruelles adjacentes ont été détruites par les bombardements allemands d'avril 1940. La restauration est assez simple avec des grands immeubles le long de rues larges. Il faut noter cependant les exceptions que sont l'Hôtel de Ville (1966) et la Cathédrale (1957).
À l'ouest, la ville se caractérise par une architecture moderne. Les bâtiments les plus importants sont l'hôtel RicaSeilet, la Bjørnsonhuset et le stade.
Dans la partie nord de la ville on trouve différents styles car cette partie a survécu aux incendies et bombardements. Zones résidentielles, jardins, villas. La plus connue date de 1918 et s'appelle « Le château » (« Châteauet »). L'ancien Hôtel de Ville est de style Empire qui est bien représenté dans la « Fannestranda ».

## Éducation
L'école supérieure (« Høyskole ») de Molde (1 500 étudiants) offre une vaste gamme de formations dans les domaines du paramédical (infirmier), de l'économie et de l'administratif.
C'est une des principales écoles supérieures de Norvège pour la recherche dans les technologies de l'information, la logistique et l'économie des transports. Elle est aussi une des principales institutions du pays dans l'échange international d'étudiants et de programmes enseignés en anglais.
En 2002, le Molde Kunnskapspark (parc du savoir de Molde) a été créé à proximité de l'école supérieure. Son but est de trouver de nouvelles applications dans le domaine des TIC avec trois pôles distincts : enseignement, recherche et application.

## Sports

### Football

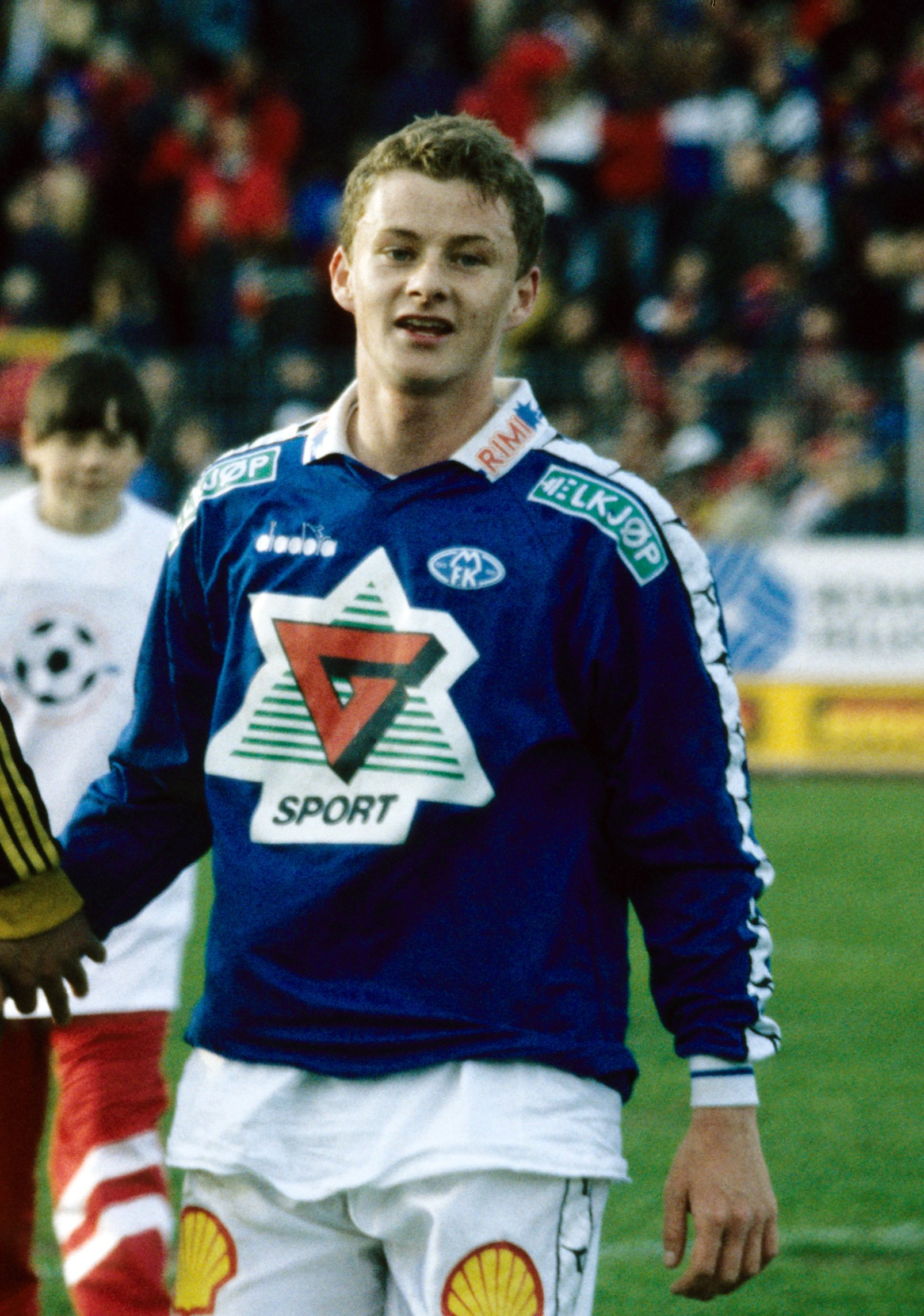
Ole Gunnar Solskjær en 1996, lorsqu'il jouait pour le club.

Le club de football le plus célèbre de Molde est le Molde FK, qui évolue en Tippeligaen. Les matches à domicile sont joués au Aker Stadion, inauguré en 1998, qui a connu une affluence record de 13 308 spectateurs. L'équipe est championne actuelle de la ligue, deux fois vainqueur de la Coupe de Norvège (1994 et 2005) elle a  fait de nombreuses apparitions aux tournois européens, Ligue des champions et Ligue Europa.
Le club a été fondé en 1911. Il a d'abord été nommé « International », puisque ses équipes étaient principalement constituées de membres des équipages des navires étrangers visitant la ville. L'ancien international et attaquant de Manchester United, Ole Gunnar Solskjær, est l'actuel entraîneur du club qui a remporté depuis le titre de ligue 1 en 2011 pour la première fois de son histoire, titre qu'il a défendu avec succès en 2012.

### Autres
Molde compte plusieurs clubs de sport parmi lesquels :
- Molde Undervannsklubb, le club de Rugby subaquatique. Le club de Molde qui compte une équipe masculine et une féminine fait partie des meilleures équipes de Norvège[N 3] ;
- Sportsklubben Træff, football et handball ;
- Sportsklubben Rival, football, handball et ski. Parmi les sportifs ayant évolué au club on compte Birgitte Sættem, Andrine Flemmen et Knut Olav Rindarøy ;
- Molde og omegn idretts forening, (MOI), club de ski (ski nordique, alpin). Parmi ses représentants on compte Johan Remen Evensen, détenteur du record du monde de saut à ski ;
- Molde Håndballklubb, (MHK) handball. Les équipes masculine et féminine évoluent en deuxième division.

## Politique

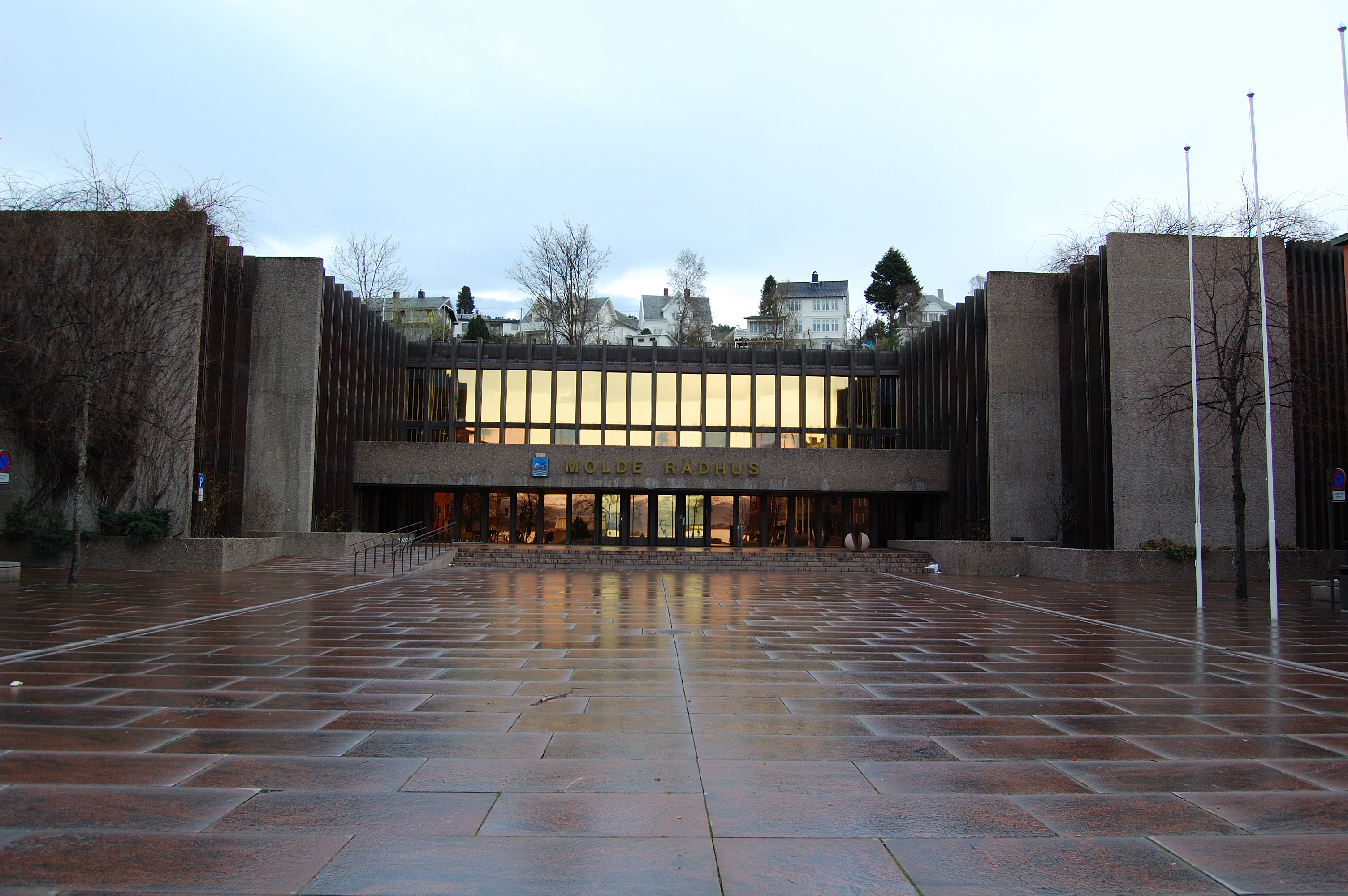
L'Hôtel de Ville.

Les élections communales de 2011 à Molde sont conformes à la tendance nationale : retour de la droite (Høyre), chute du FrP (le centre-droite norvégienne) et du Parti socialiste de gauche.
Le Parti travailliste (Ap) - actuellement au pouvoir - a bien moins chuté que prévu. D'ailleurs, comparé aux élections communales de 2 007, la baisse est presque négligeable. Pourtant, il s'agit bien là du plus mauvais résultat de l'Arbeidetpartiet à Molde depuis 1945 et, comparé aux élections législatives de 2009, la chute est très importante (−15 %).
L'alliance Høyre, KrF et Venstre a permis aux conservateurs de garder le poste de maire à la droite avec un nouveau venu : Torgeir Dahl, tandis que Venstre s’octroie le poste de premier adjoint (Frøydis Austigard).

### Résultats des élections communales de Molde (2011)
| Partis             | Pourcentages (%) | Pourcentages (±) | Voix (%) | Voix (±) | Sièges au conseil communal | Sièges au conseil communal (±) | Adjoints |
| ------------------ | ---------------- | ---------------- | -------- | -------- | -------------------------- | ------------------------------ | -------- |
| Høyre              | 36.8             | +9.6             | 4466     | +1475    | 17                         | +4                             | 5        |
| Parti travailliste | 18               | -3.4             | 2188     | -173     | 9                          | -1                             | 2        |
| Venstre            | 12.5             | +6.4             | 1514     | +845     | 6                          | +3                             | 2        |
| FrP                | 11.1             | -6.2             | 1353     | -561     | 5                          | -3                             | 1        |
| KrF                | 8.8              | -0.9             | 1074     | +3       | 4                          | -1                             | 1        |
| SP                 | 6                | -2.5             | 731      | -204     | 3                          | -1                             | 1        |
| SV                 | 5.6              | -3.6             | 677      | -328     | 3                          | -1                             | 1        |
| Rødt               | 0.7              | +0.7             | 84       | 84       | 0                          | 0                              | 0        |
| Kystpartiet        | 0.4              | -0.2             | 45       | -18      | 0                          | 0                              | 0        |
| Demokratene        | 0.1              | +0.1             | 16       | +16      | 0                          | 0                              | 0        |

## Religion
La population de Molde est majoritairement luthérienne. En 1983, le roi, chef de l'Église de Norvège, a créé le Diocèse de Møre basé à Molde. L'évêque d'Oslo, Andreas Aarflot, consacre, le 18 septembre 1983, Ole Nordhaug premier évêque du diocèse du Møre. En 2012, Ingeborg Midttømme devient le troisième évêque du diocèse après avoir été consacrée le 21 septembre 2008.
Le diocèse regroupe les paroisses de Molde, Bolsøy, Veøy, Røvik, Kleive et Sekken.

### Histoire
Molde faisait partie de la paroisse de Veøy jusqu'au 18 novembre 1740, date à laquelle les paroisses de Molde, Bolsøy et Kleive furent réunies dans la nouvelle paroisse de Bolsøy.
L'arrêté royal du 12 janvier 1858 crée la paroisse de Molde qui réunit Molde et l'église de l'hôpital de Reknes,.

### Autres croyances
À Molde se trouvent également des lieux de culte pour les adventistes, catholiques, méthodistes, pentecôtistes et témoins de Jéhovah.

## Dialecte
Le dialecte de Molde se distingue par l'emploi du pronom personnel sujet à la première personne « i ». C'est la seule commune de Norvège utilisant cette forme, ainsi les Norvégiens reconnaissent-ils facilement une personne venant de Molde.

## Jumelages
La commune de Molde est jumelée avec :
- Vejle (Danemark)
- Borås (Suède)
- Mikkeli (Finlande)
- Česká Lípa (Tchéquie)
- Bardejov (Slovaquie)
- Bolesławiec (Pologne)

## Personnalités liées à la commune

### Politiques
- Hans Rasmus Astrup

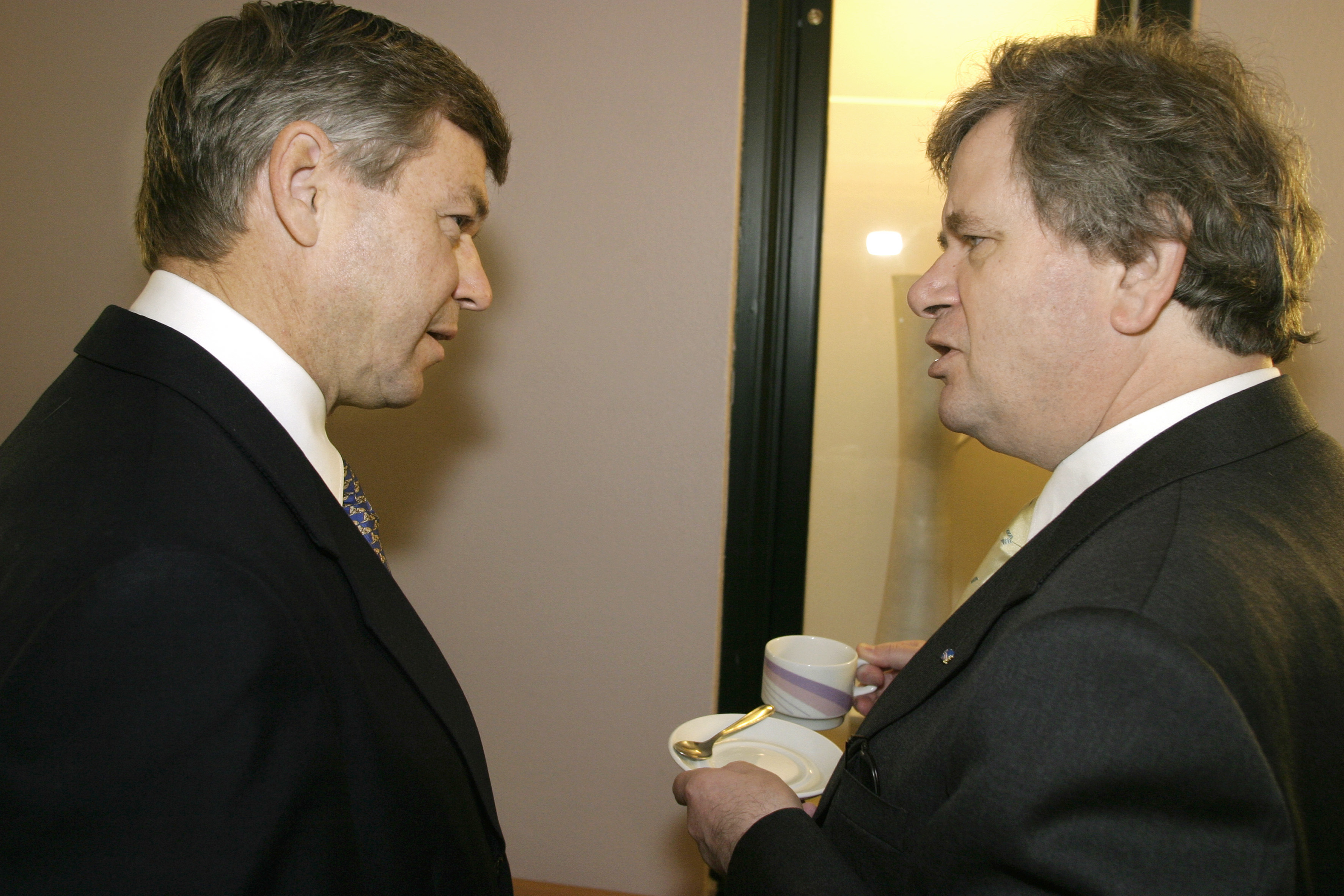
Kjell Magne Bondevik (à gauche) et David Oddsson premier ministre islandais.

- Kjell Magne Bondevik, chef du Kristelig Folkeparti, ancien premier ministre
- Ole Anton Qvam, premier secrétaire du parti Venstre, ancien premier ministre

### Écrivains

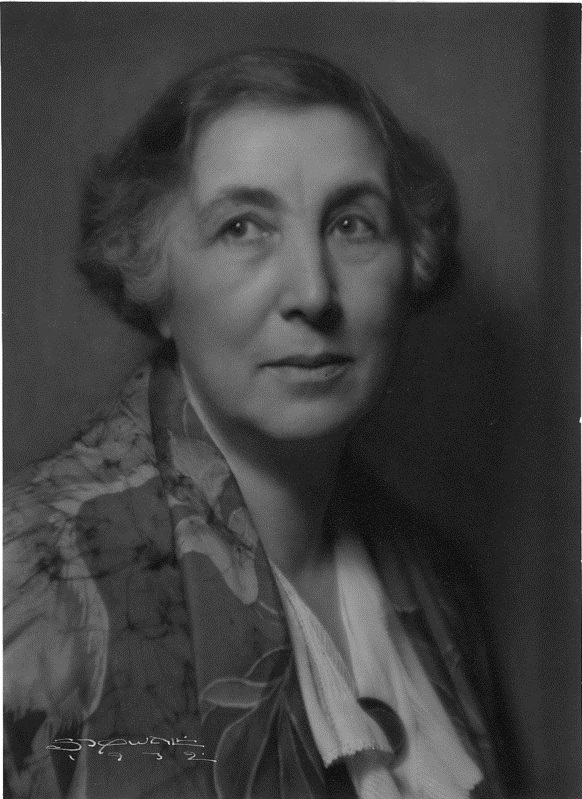
Nini Roll Anker en 1932.

- Jo Nesbø, écrivain ayant grandi à Molde
- Knut Ødegård, écrivain, poète, né à Molde en 1945
- Grete Kleppen, écrivaine, née à Molde en 1953
- Nini Roll Anker, écrivaine
- Leif Hamre, écrivain
- Arne Ruset, écrivain
- Aksel Selmer, écrivain
- John Arne Sæterøy, «Jason», dessinateur et scénariste de bandes dessinées, né à Molde en 1965

### Chanteurs
- Ane Brun, chanteuse, auteur-compositrice, née à Molde en 1976
- Ann-Helen Moen, chanteuse soprano, née à Molde en 1969
- Terje Venaas, bassiste de jazz, né à Molde en 1947

### Footballeurs
- Jan Fuglset, ancien international et entraîneur, né à Molde en 1945
- Tor Fuglset, ancien international né à Molde en 1951
- Daniel Berg Hestad, ancien international, né à Molde en 1975
- Petter Rudi, milieu de terrain au Molde FK, né à Molde en 1973
- Kjetil Rekdal, footballeur ayant commencé sa carrière professionnelle au Molde FK
- Arne Legernes, ancien international (1955-1961) né à Molde en 1931
- Jan Berg, ancien international (1982-1990) né à Molde en 1965
- Torkild Brakstad, ancien international (1974) né à Molde en 1945 et mort en 2021
- Magnus Eikrem, footballeur international né à Molde en 1990
- Petter Rudi, ancien international né à Molde en 1973
- Knut Olav Rindarøy, ancien international né à Molde en 1975
- Ada Hegerberg, attaquante international née à Molde en 1995

### Skieurs

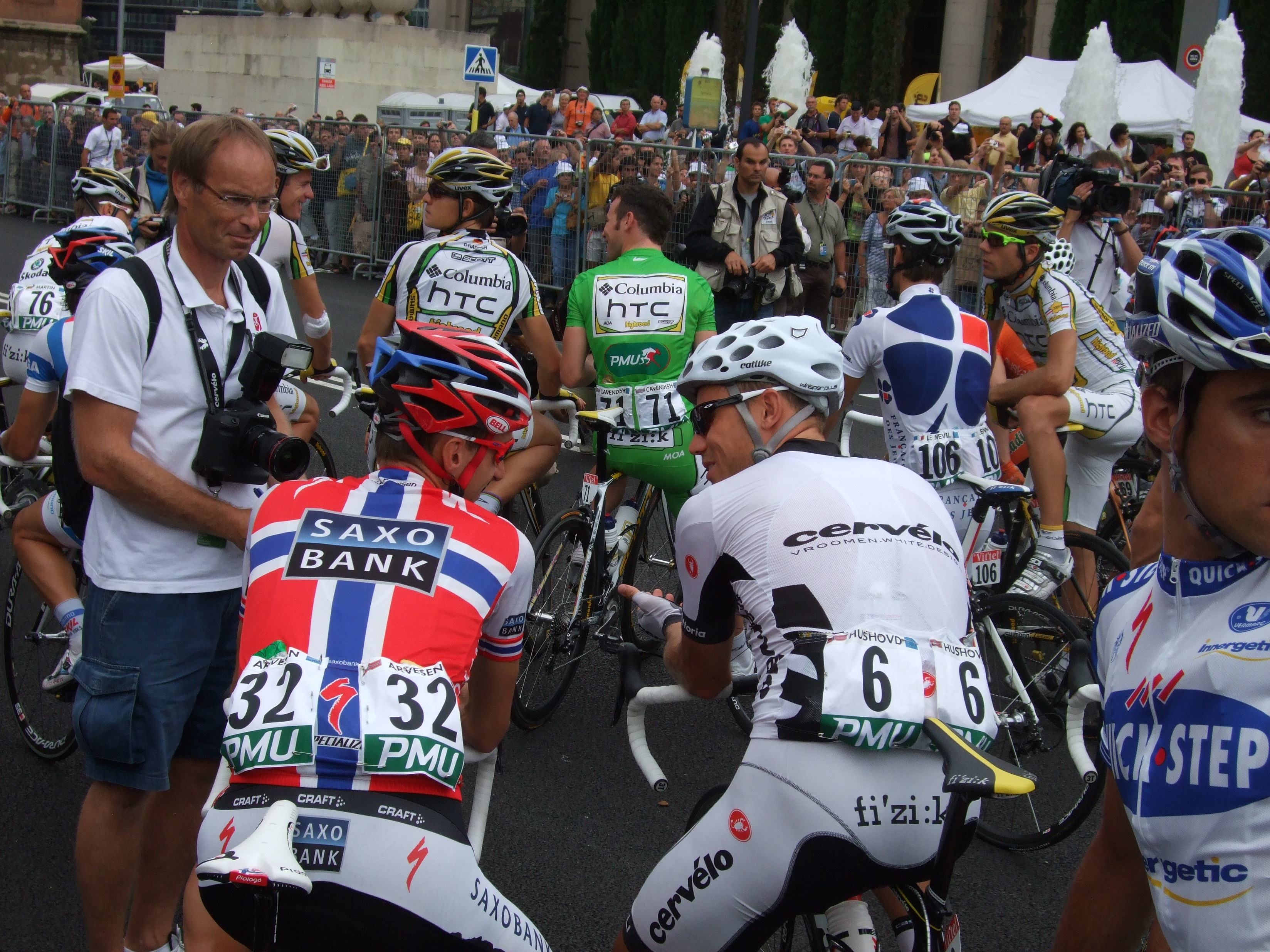
Kurt Asle Arvesen (32) et Thor Hushovd (6) au Tour de France 2009.

- Andrine Flemmen, skieuse alpine, née à Molde en 1974
- Arild Monsen, skieur fondeur, né à Molde en 1962
- Ingolf Mork, sauteur à skis, né à Molde en 1947 et mort à Molde en 2012
- Johan Remen Evensen, sauteur à ski, né à Molde en 1985.

### Autres sportifs
- Kurt Asle Arvesen, cycliste, né à Molde en 1975.
- Birgitte Sættem, joueuse de handball féminin, née à Molde en 1978.

### Hommes d'affaires
- Kjell Inge Røkke, homme d'affaires, né à Molde en 1958